# أندرو لين (ممثل)
أندرو لين (بالإنجليزية: Andrew Lin)‏ (بالصينية: 連凱) هو ممثل أمريكي وتايوان، ولد في 7 أغسطس 1969 في تايوان.

## وصلات خارجية
- أندرو لين على موقع IMDb (الإنجليزية)
- أندرو لين على موقع قاعدة بيانات الفيلم (الإنجليزية)